# 硬叶葱草
硬叶葱草（学名：Xyris complanata）为黄眼草科黄眼草属下的一个种，廣泛分佈於東南亞、南亞至澳洲。

## 扩展阅读
- 維基物種上的相關：硬叶葱草